# Henri Michaux

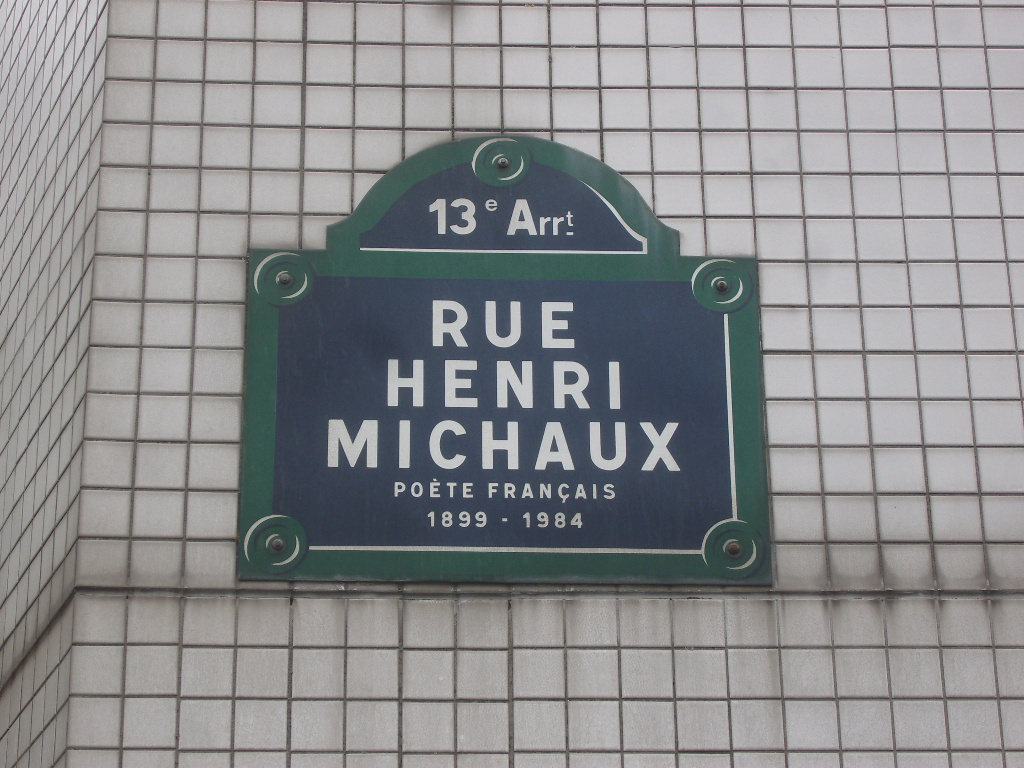
Straßenschild im 13. Pariser Arrond

Henri Michaux (* 24. Mai 1899 in Namur (Belgien); † 19. Oktober 1984 in Paris) war ein französischsprachiger Dichter und Maler.

## Leben
Henri Michaux wurde in eine bürgerliche Familie hineingeboren. Ab dem Alter von zwölf Jahren besuchte er eine von Jesuiten geleitete Schule. 1919 brach er sein Medizinstudium ab und schiffte sich 1920 als Matrose ein. Danach kehrte er nach Brüssel zurück. 1922 begann er zu schreiben. 1927 unternahm er zusammen mit dem ecuadorianischen Dichter Alfredo Gangotena eine Reise nach Ecuador, die er literarisch im gleichnamigen Reisebericht darstellte. Danach übersiedelte er nach Paris. 1927 veröffentlichte Michaux seine ersten Bücher, Meine Besitzungen und Ein gewisser Plume. Es folgten Reisen nach Anatolien, Nordafrika und Italien. 1930–31 unternahm er eine große Asienreise nach Indien, Indonesien, China und Japan. 1935 war er in Montevideo und Buenos Aires.
1937 hatte er seine erste Ausstellung in der Galerie Pierre in Paris. Nach dem Einmarsch der Deutschen in Paris während des Zweiten Weltkriegs im Jahre 1940 siedelte Michaux nach Vichy-Frankreich um. 1948 starb seine Frau nach einem Unfall an schweren Verbrennungen. 1955 wurde er französischer Staatsbürger.
1956 machte er das erste seiner Meskalin-Experimente, über die er ab 1961 drei Bücher schrieb. Er war Teilnehmer der documenta 2 1959, der documenta 3 1964 und der documenta 6 1977.

## Ehrungen
- 1960: Einaudi-Preis der Biennale von Venedig
- 1965: Großer Staatspreis für Literatur der Republik Frankreich (er nahm ihn nicht an)

## Werke (Auswahl)
Einzelbände
- Ecuador. Journal de voyage. Paris 1929.
  - Deutsch: Ecuador. Reisetagebuch. Droschl, Graz 1994, ISBN 3-85420-379-9 (übersetzt von Dieter Hornig).
  - Deutsch: Ein Barbar in Asien (= Die Andere Bibliothek. 161). Eichborn, Frankfurt am Main 1998, ISBN 3-8218-4161-3 (EA Graz 1992, übersetzt von Dieter Hornig).[1]
- Un certain Plume et autres Textes. Paris 1963 (EA Paris 1938).
  - Deutsch: Plume und andere Gestalten. Limes Verlag, Wiesbaden 1960 (übersetzt von Kurt Leonhard).
  - Deutsch: Ein gewisser Plume. Suhrkamp, Berlin 2017, ISBN 978-3-518-46912-5 (EA Frankfurt am Main 1986, übersetzt von Kurt Leonhard).
- Voyage en Grand Garabagne. Paris 1936.
  - Deutsch: Reise nach Groß-Garabannien. S. Fischer, Frankfurt am Main 1989, ISBN 3-10-049112-2 (EA Frankfurt am Main 1986, übersetzt von Traugott König u. a.).
- Au pays de la magie und Ici Poddema. Paris 1948 (EA Paris 1941).
  - Deutsch: Im Lande der Zauberei und Hier Poddema. Droschl, Graz 1996, ISBN 3-85420-411-6 (übersetzt von Rainer G. Schmidt).
- L’infini turbulent. Paris 1957.
  - Deutsch: Turbulenz im Unendlichen. Suhrkamp, Berlin 2018, ISBN 978-3-518-24158-5 (übersetzt von Kurt Leonhard) (EA Frankfurt am Main 1961).
Das erste Meskalin-Buch.
- Les grandes épreuves de l’esprit et les innombrables pétites. Paris 1966.
  - Deutsch: Die großen Zerreißproben und andere Störungserlebnisse. S. Fischer, Frankfurt am Main 1970, ISBN 3-10-049104-1 (übersetzt von Gerd Henninger).
- Misérable miracle. Paris 1972.
  - Deutsch: Unseliges Wunder. Das Meskalin. Hanser, München 1986, ISBN 3-446-13646-0 (übersetzt von Gerd Henninger).
- Connaissance par les gouffres. Paris 1961.
  - Deutsch: Erkenntnis durch Abgründe. Droschl, Graz 1998, ISBN 3-85420-498-1 (übersetzt von Rainer G. Schmidt).
- Moments. Traversées du temps. Paris 1973.
  - Deutsch: Momente. Durchquerungen der Zeit (= Edition Akzente). Hanser, München 1983, ISBN 3-446-13645-2 (übersetzt von Werner Dürrson).
- Poteaux d’angle. Paris 1971.
  - Deutsch: Eckpfosten. Hanser, München 1982, ISBN 3-446-13522-7 (übersetzt von Werner Dürrson).
- Idéogrammes en Chine. Paris 1975.
  - Deutsch: Ideogramme in China (= Essais. 25). Droschl, Graz 1997, ISBN 3-85420-378-0 (übersetzt von Eleonore Frey).
- Emergences, Résurgences. Paris 1972.
Eine Art Autobiographie seiner Entwicklung als Maler.
  - Deutsch: Zeichen. Köpfe. Gesten (= Kapitale Bibliothek. 9). Piet Meyer Verlag, Bern 2014, ISBN 978-3-905799-30-9 (übersetzt von Helmut Mayer).
- La vie intérieure. Paris 1927.
- Vents et Poussières. Paris 1962.
  - Deutsch: Winde und Staub (= Walter-Druck. 5). Walter Verlag, Olten 1965 (übersetzt von Hildegard Baumgart).
- Façons d’endormi, façons d’éveillé. Paris 1969.
  - Deutsch: Zwischen Tag und Traum. Suhrkamp, Frankfurt am Main 1971 (übersetzt von Susanne Kaiser).
- Une voie pour l’insubordination. St.-Clément-la-Rivière 1980.
- Chemins cherchés, chemins perdus. Transgression – Affrontements. Paris 1981.
  - Deutsch: Gesuchte Wege, verlorene Wege. Überschreitungen, Aufeinanderstoßen. 1981.
- Le jardin exalté. St.-Clément-la Rivière 1983.

Werkausgaben
- Henri Michaux. Dichtungen. Bechtle, Esslingen 1954 (übersetzt von Kurt Leonhard)
- Henri Michaux. Dichtungen und Schriften. S. Fischer, Frankfurt am Main 1970 (2 Bände, zweisprachig, übersetzt von Kurt Leonhard und Paul Celan, EA Frankfurt am Main 1966)
- Henri Michaux. Gong bin ich. Lyrik und kurze Prosa (= Reclams Universal-Bibliothek, 1395). Reclam Verlag, Leipzig 1991, ISBN 3-379-00690-4 (übersetzt von Durs Grünbein u. a.)

## Ausstellungen
- 2013: Momente. Henri Michaux. Kunstmuseum Winterthur. Katalog[2]
- 2015: Henri Michaux. The other side. Guggenheim Museum Bilbao

## Ausstellungskataloge (Auswahl)
- Henri Michaux. Robert Fraser Gallery, London 1963.
- Henri Michaux. Kestner-Gesellschaft Hannover, 17. Nov. 1972 bis 7. Jan. 1973, mit Notizen von Wieland Schmied.
- Henri Michaux. Hrsg. Manfred de la Motte. Texte von Julien Avard, Francis Bacon, Geneviève Bonnefoi, K.O. Götz, Rudolf Lange, Henri Michaux, Manfred de la Motte, Georg Nothelfer, Oktavio Paz, Wieland Schmied und Christoph Graf Schwerin. Edition Galerie Georg Nothelfer, ISBN 3-930797-00-3. (deutsch/englisch/französisch)
- Henri Michaux. Das bildnerische Werk. Bayerische Akademie der Schönen Künste, München, 17. Nov. 1993 bis 9. Jan. 1994.
- Michaux. Meskalin. – Die Meskalin-Zeichnungen von Henri Michaux. Neue Galerie, Graz, 10. Juli bis 29. Aug. 1998.
- Henri Michaux. Momente, von Dieter Schwarz, Katalogbuch, Kunstmuseum Winterthur, 2013, ISBN 978-3-941263-59-8.